# Georges Chamarat
Georges Chamarat (* 30. März 1901 in Paris; † 21. November 1982 ebenda) war ein französischer Schauspieler.

## Leben und Wirken
Chamarat besuchte das Conservatoire de Paris, das er 1929 mit dem Ersten Preis abschloss. Von 1929 bis 1945 gehörte er dem Ensemble des Théâtre National de l’Odéon an, danach wechselte er zur Comédie-Française, deren Mitglied er bis zu seinem Tod blieb.
Der Film gewann für Chamarat erst seit den späten 1930er Jahren Bedeutung. Meist verkörperte er durchschnittliche, schwächliche und anmaßende Persönlichkeiten. Seit 1948 arbeitete er auch als Schauspiellehrer, zunächst am Centre d’art dramatique und danach von 1959 bis 1972 am Conservatoire national d’art dramatique.

## Filmografie (Auswahl)
- 1942: Annette und die blonde Dame (Annette et la dame blonde)
- 1943: Späte Liebe (SpÃ¤te Liebe)
- 1943: Die Teufelshand (La main du diable)
- 1950: Manege frei (Au revoir M. Grock)
- 1951: Blaubart
- 1952: Abenteuer in Venedig (Massacre en dentelles)
- 1952: Der Damenfriseur (Coiffeur pour dames)
- 1952: Liebenswerte Frauen? (Adorables créatures)
- 1952: Es ist Mitternacht, Dr. Schweitzer (Il est minuit, docteur Schweitzer)
- 1953: Der Bäcker von Valorgue (Le boulanger de Valorgue)
- 1953: Die Abenteuer der drei Musketiere (Les trois mousquetaires)
- 1954: Wilde Früchte (Les fruits sauvages)
- 1954: Heiße Ware Marseille (Quai des blondes)
- 1954: Frl. Nitouche (Mam’zelle Nitouche)
- 1954: Der Hammel mit den fünf Beinen (Le mouton à cinq pattes)
- 1955: Nächte in Lissabon (Les amants du Tage)
- 1955: Die Teuflischen (Les diaboliques)
- 1955: Der Staudamm (La meilleure part)
- 1956: Hinter verschlossenen Türen (Le salaire du péché)
- 1956: Das Gänseblümchen wird entblättert (En effeuillant la marguerite)
- 1956: Der Modekönig (Le couturier de ces dames)
- 1956: Die Abenteuer des Till Ulenspiegel (Les Aventures de Till L’Espiègle)
- 1957: Arsène Lupin, der Millionendieb (Les aventures d'Arsène Lupin)
- 1957: Sénéchal ist der Größte (Sénéchal le magnifique)
- 1957: Therese Etienne (Thérèse Étienne)
- 1958: Der Bürger als Edelmann (Le bourgeois gentilhomme)
- 1958: Der Tag und die Nacht (Le miroir à deux faces)
- 1958: … denn keiner ist ohne Sünde (Filles de nuit)
- 1960: Die Französin und die Liebe (La française et l’amour)
- 1960: Jenseits des Rheins (Le passage du Rhin)
- 1961: Der Gauner von Bagdad (Il ladro di Bagdad)
- 1962: Der Graf mit der eisernen Faust (Les mystères de Paris)
- 1962: Das Haus der Sünde (Maléfices)
- 1965: Ganoven rechnen ab (La métamorphose des cloportes)
- 1965: Der Tag danach (Up From the Beach)
- 1966: General Fiaskone (Martin Soldat)
- 1967: Operation Taifun (Con la muerte a la espalda)
- 1976: Brust oder Keule (L’aile ou la cuisse)
- 1978: Staatsraison (La raison d’état)
- 1980: Zärtlichkeit ist Nebensache, oder…? (Ras le cœur)